# 梓坞祠
梓坞祠为梓坞宋氏祠堂，“梓里思昭公之家庙”，位于中国安徽省黄山市休宁县板桥乡梓坞村，是休宁保存较为完整的祠堂，建于明朝。前后三进，依次为敬德堂、享堂、寝楼。总面积450平方米，进深30米，面阔15米。厅堂宽敞、梁柱用料粗大、雕刻精美。1998年5月4日列为第四批安徽省文物保护单位。